# Kissology, Vol. 1, 1974–1977
Kissology, Vol. 1, 1974–1977 ist der Titel einer DVD-Box der US-amerikanischen Hard-Rock-Band Kiss. Das Set ist Teil einer bisher dreiteiligen Dokumentation zur Bandgeschichte, die Konzerte, Fernsehauftritte, Interviews, Nachrichtenausschnitte, Werbefilme und Videoclips aus dem gesamten Karriereverlauf der Gruppe enthält. Der erste Teil deckt die Zeit von der Gründung der Band im Jahr 1973 bis zur Love Gun Tour im Jahr 1977 ab.

## Inhalt
DVD 1
- „ABC in Concert“ (3 Songs), 29. März 1974
- „Mike Douglas Show“; Interview und Auftritt, 29. April 1974
- Konzert Winterland, San Francisco (12 Songs), 31. Januar 1975
- Auftritt „Midnight Special“ (2 Songs), 1. April 1975
- Promo-Clips für das Album Alive!, 1975
- Bericht „Cadillac High School“, 9. & 10. Oktober 1975
- Konzert Cobo Hall, Detroit (13 Songs), 26. Januar 1976

DVD 2
- TV-Interview „So It Goes“ (Großbritannien) + Auftritt (1 Song), 21. August 1976
- Interview „The Paul Lynde Halloween Special“ + Auftritt (1 Song), 29. Oktober 1976
- Konzert Budokan, Tokio (Japan, 15 Songs), 2. April 1977
- Auftritt „Don Kirshner’s Rock Concert“ (3 Songs), 28. Mai 1977
- Konzert The Summit, Houston (17 Songs), 9. Februar 1977

DVD 3 (Bonus)
- Konzert Madison Square Garden, New York, 18. Februar 1977